# Caserne du Bon Pasteur
La caserne du Bon Pasteur, aussi nommée hôtel Bon Pasteur, est un bâtiment situé 5 rue Martenot (ancienne rue Belair) à Rennes, face au square de La Motte.

## Histoire
Le bâtiment a eu plusieurs destinations successives. Construit en 1749 à l’emplacement d’une ancienne maison de plaisance, dite « Maison de Belair », il accueille un couvent pour filles repenties tenu par la Congrégation des filles du Bon Pasteur.
Le bâtiment principal abrite alors au rez-de-chaussée la chapelle et le chœur des religieuses, ainsi que le réfectoire. Les dortoirs et cellules, ainsi qu’un atelier, occupent les étages.
En 1770, une aile en retour d’équerre, aujourd’hui disparue, est construite pour accueillir un lavoir et une cuisine au rez-de-chaussée, une infirmerie au 1er étage et un dortoir pour les pénitentes au 2e étage.
À la Révolution, l'édifice devient prison pour femmes suspectées de contre-révolution, puis pour prêtres insermentés. Il est ensuite utilisé comme caserne de 1821 à 1956 , période pendant laquelle il est restauré en 1835 par Louis Richelot, architecte de la ville de Rennes.

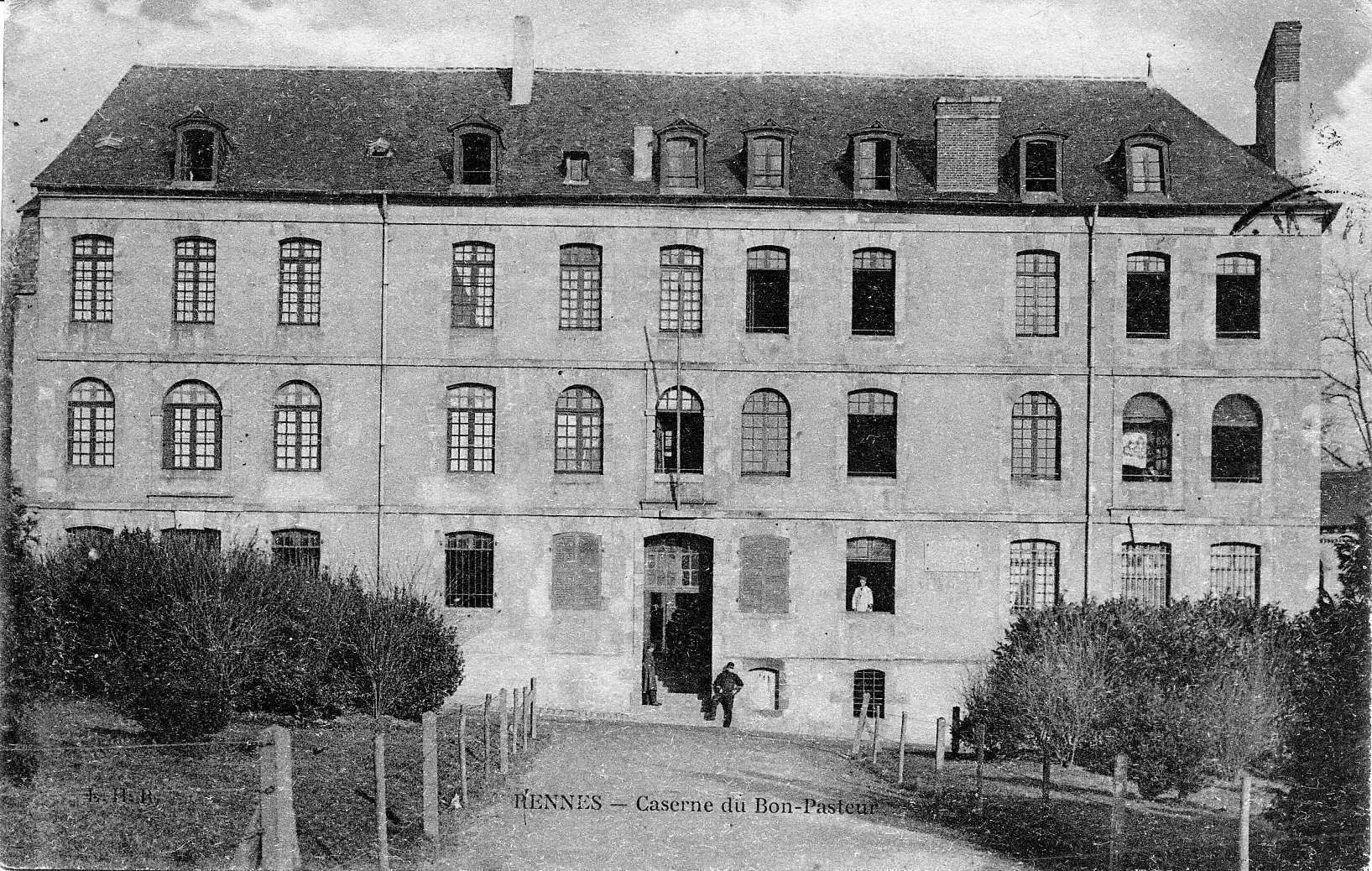
La caserne au début du XXe s.
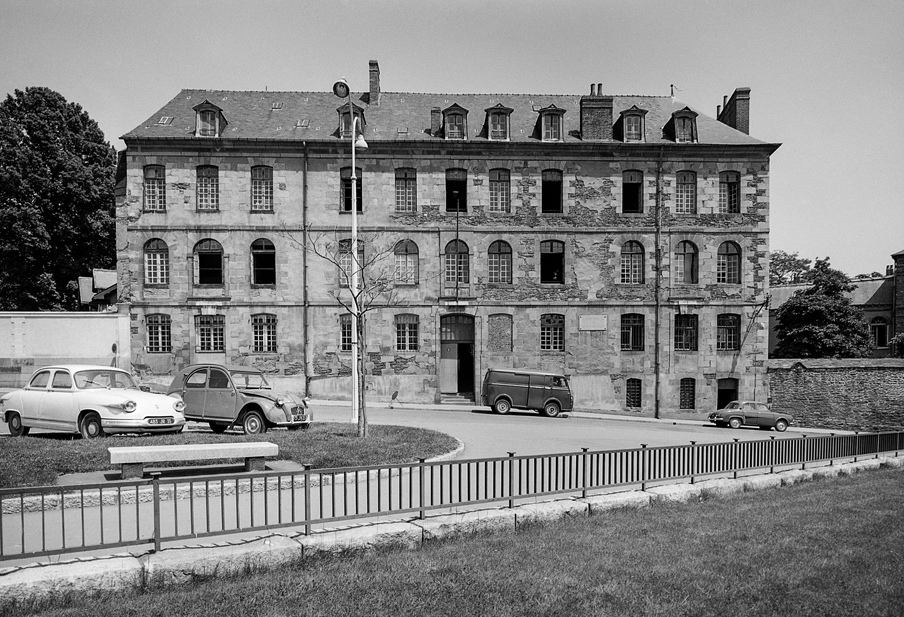
Façade de l'hôtel Bon Pasteur (1966). Vue depuis le square de la Motte
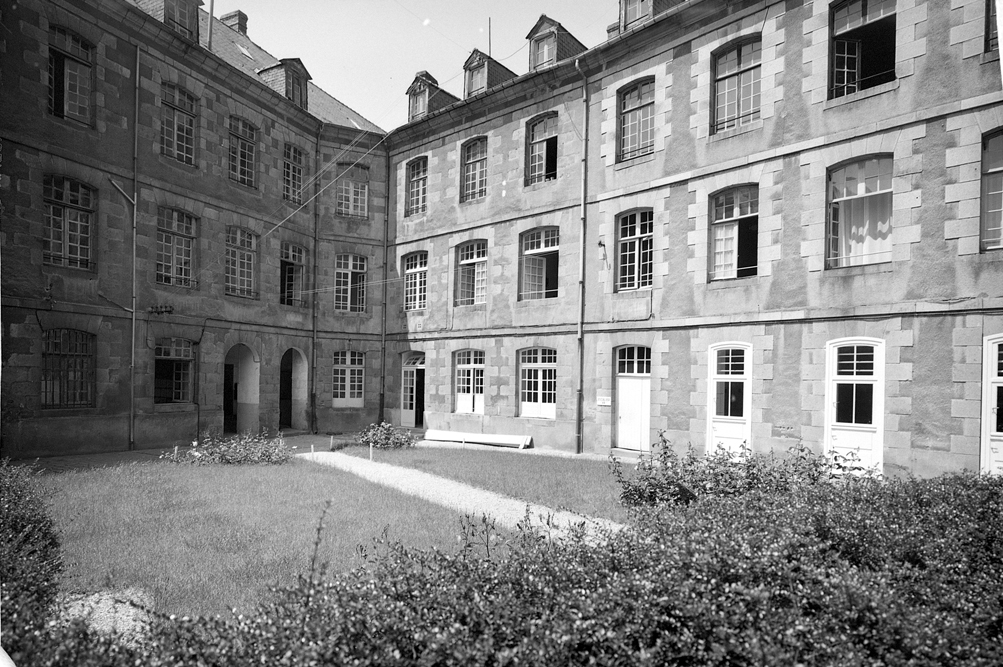
Vue arrière de la caserne Bon Pasteur (1966). L'aile en retour d'équerre à droite a aujourd'hui disparu.

Le conseil régional de Bretagne qui possède aussi l’hôtel de Courcy voisin, l’acquiert en 1981.
Les façades et toitures font l’objet d’une inscription au titre des monuments historiques depuis le 29 avril 1971.

## Architecture
Le bâtiment actuel compte un rez-de-chaussée sur caves, deux étages carrés et un étage de comble éclairé par des lucarnes de bois. Les niveaux sont séparés par des bandeaux de granite. Le premier étage se distingue par une alternance de baies en plein cintre, trois d’entre elles ouvrant sur des balcons en fer forgé.
La façade principale comporte 11 travées divisées en 3 groupes : cinq travées au milieu et trois travées à chaque extrémité.

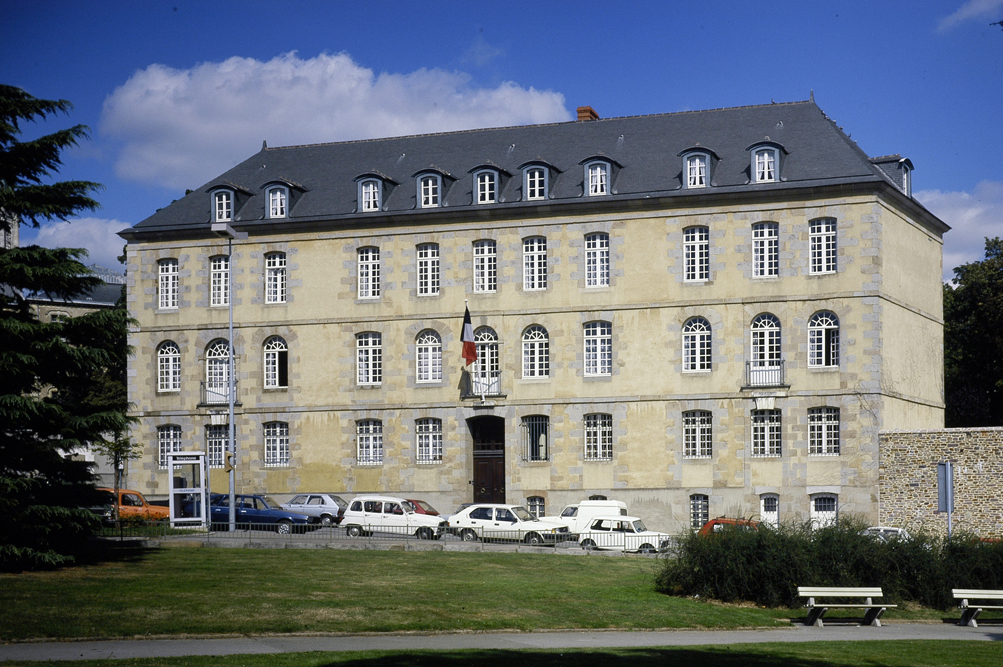
Vue de la façade du bâtiment, côté rue (1986)